# Jagdheim
Jagdheim ist das dritte Studioalbum der deutschen Pagan-Metal-Band Bergthron. Es wurde am 22. August 2001 über das Label Perverted Taste veröffentlicht und markiert einen stilistischen Übergang der Band hin zu epischeren Kompositionen mit verstärktem Einsatz von Klargesang.

## Hintergrund und Stil
Im Vergleich zu den vorherigen Veröffentlichungen reduzierte Jagdheim den Einsatz von Keyboards und gutturalem Gesang zugunsten von klarem, chantartigem Gesang und melodischen Gitarrenriffs. Die drei langen Tracks des Albums – „Aus edlem Blut“, „Im weißen Wald“ und „Jagdheim“ – zeichnen sich durch eine fließende Struktur aus, die eine zusammenhängende Atmosphäre schafft. Die Texte thematisieren Naturverbundenheit und heidnische Spiritualität, eingebettet in eine herbstliche Waldlandschaft. 
Das Album erschien auch als "Wotanskult" auf Vinyl mit einem Bonustrack.

## Titelliste
1. Aus edlem Blut – 14:59
2. Im weißen Wald – 7:43
3. Jagdheim – 12:47
4. Wotanskult – 7:01 (Bonustrack nur auf der LP Wotanskult)

## Rezeption
Jagdheim erhielt überwiegend positive Kritiken. Das Online-Magazin Metal1.info lobte die atmosphärische Dichte des Albums und hob hervor, dass die Musik den Hörer in eine herbstliche Welt entführt. DarkScene.at betonte die Entwicklung der Band hin zu epischen Klängen und Mid-Tempo-Riffs, wobei der Klargesang im Vordergrund steht. Metal.de vergab 7 von 10 Punkten und empfahl das Album Fans von Viking Metal und Bands wie Falkenbach.

## Produktion
- Produziert von Sven Leonhardt (VD Productions)
- Mix und Master von Dennis Pelz (Studio Arts)